# Comuna Pokrovska Bahacika, Horol
Pokrovska Bahacika (în ucraineană Покровська Багачка) este o comună în raionul Horol, regiunea Poltava, Ucraina, formată din satele Nastasivka și Pokrovska Bahacika (reședința).

## Demografie
Componența lingvistică a comunei Pokrovska Bahacika
     Ucraineană (96,73%)
     Rusă (2,5%)
     Alte limbi (0,7%)
Conform recensământului din 2001, majoritatea populației comunei Pokrovska Bahacika era vorbitoare de ucraineană (96,73%), existând în minoritate și vorbitori de rusă (2,5%).